# Cyborg 3
Cyborg 3 (ang. Cyborg 3: The Recycler, 1994) – amerykański film fantastycznonaukowy powstały jako drugi i ostatni sequel kultowego Cyborga (1989). Jest to film klasy "B", wydany został na rynku wideo.

## Obsada
- Malcolm McDowell − Lord Talon
- Khrystyne Haje − Casella "Cash" Reese
- Zach Galligan − Evans
- Richard Lynch − Anton Lewellyn
- Andrew Bryniarski − Jocko
- Michael Bailey Smith − Donovan
- William Katt − Decaf
- Rebecca Ferratti − Elexia
- Margaret Avery − Doc Edford
- Raye Hollitt − Finola
- Kato Kaelin − Beggar